# Al-Muqannaʿ
Al-Muqannaʿ (arabisch المقنّع ‚der Maskierte‘) war der Beiname eines iranischen Offiziers  aus der Stadt Marw, der während des Kalifats des Abbasiden al-Mahdi (775–785) in Sogdien eine religiös-politische Aufstandsbewegung mit churramitischer Ausrichtung anführte und 779/780 oder später hingerichtet wurde. Sein wirklicher Name war Hāschim ibn al-Hakīm, in manchen Quellen wird er aber auch mit ʿAtāʾ angegeben. Seinen Beinamen al-Muqannaʿ soll er erhalten haben, weil er während seines Aufstand sein Gesicht unter einer goldenen Maske versteckte. Seine Anhänger wurden wegen der weißen Hemden, die sie trugen, als al-Mubaiyida (المبيضة, DMG al-Mubaiyiḍa ‚die Weißgekleideten‘) bezeichnet.
Eine der wichtigsten Quellen zum persönlichen Hintergrund von al-Muqannaʿ ist die 943 abgefasste „Geschichte Bucharas“ (Taʾrīḫ-i Buḫārā) von Narschachī, die ursprünglich auf Arabisch verfasst wurde, jedoch nur in einer persischen Bearbeitung aus dem 12. Jahrhundert erhalten ist. Daneben gibt es noch verschiedene andere arabische und persische Quellen, die seine Aufstandsbewegung beleuchten.

## Leben

### Militärische und politische Karriere
Nach den arabischen und persischen Quellen begann Hāschim ibn al-Hakīm seine militärisch-politische Karriere als Offizier in der chorasanischen Armee Abū Muslims, die 748/749 den Umaiyaden-Staat zum Zusammenbruch brachte und die Abbasiden an die Macht führte. Als sich 752 Ziyād ibn Sālih, der Gouverneur von Buchara und Sogdien, der in der Schlacht am Talas gesiegt hatte, gegen Abū Muslim erhob, sandte dieser seinen engen Vertrauten Abū Dāwūd Chālid ibn Ibrāhīm adh-Dhuhlī gegen ihn aus. Hāschim gehörte zu seinen Truppen und verlor im Kampf gegen Ziyād ein Auge.
Nach der Ermordung Abū Muslims durch al-Mansūr im Jahre 755 wurde Abū Dāwūd zum Statthalter von Chorasan, und Hāschim wirkte als sein Sekretär. Nach Abū Dāwūds Tod im Jahre 757 wurde er Berater des nächsten chorasanischen Statthalters ʿAbd al-Dschabbār ibn ʿAbd ar-Rahmān al-Azdī, der sich allerdings schon ein Jahr später auf die Seite der Aliden stellte und deswegen abberufen und 759 im Irak hingerichtet wurde. Dies brachte auch Hāschim selbst in Konflikt mit dem Kalifen, der ihn einige Zeit im Irak inhaftierte. Nach dem Bericht Narschachīs geschah dies allerdings deswegen, weil al-Muqannaʿ das Prophetentum für sich in Anspruch genommen hatte.

### „König von Sogdien“
Im Jahre 768 tauchte Hāschim unter dem Namen al-Muqannaʿ („der Maskierte“) in Chorasan wieder auf und nahm mit seinen Anhängern mehrere Bergfestungen in der Region von Kisch in Besitz. Hierzu gehörten Nawākit (heute Kamay-tepe) und Sandscharda in den Bergen von Sanām. 773/4 unternahm seine Gruppe von dort aus einen Überfall auf das Dorf Būmidschkath in der Umgebung von Buchara, tötete den Muezzin und viele seiner Einwohner.
Als 774 Humaid ibn Qahtaba, der Statthalter von Chorasan, starb, eroberte al-Muqannaʿ mit seinen Anhängern, zu denen viele sogdische Bauern und türkische Nomaden gehörten, Samarkand, nahm den Titel „König von Sogdien“ an und ließ Münzen prägen, auf denen er sich als „Hāschim, der Rächer von Abū Muslim“ präsentierte. Der neue Kalif al-Mahdi reagierte darauf 775 mit der Entsendung des chorasanischen Feldherren Dschibrāʾīl ibn Yahyā nach Samarkand. Ihm gelang kurzzeitig die Eroberung der Stadt, doch musste er bald seine Aufmerksamkeit einem anderen nicht-arabischen Aufständischen namens Yūsuf al-Barm zuwenden, der sich in Tocharistan erhoben hatte, so dass al-Muqannaʿ die Gelegenheit hatte, Samarkand 776 wiederzuerobern und anschließend fast das gesamte Kaschka-Darya-Gebiet bis hinunter nach Termez zu besetzen.
Al-Mahdi antwortete auf die Aufstände noch im selben Jahr mit der Entsendung eines neuen Gouverneurs, Muʿādh ibn Muslim, der 777 in Marw eintraf und zunächst den Kampf gegen die Türken in Buchara aufnahm, jedoch im Kampf gegen al-Muqannaʿ erfolglos blieb.

### Ende
Im Jahre 779 wurde Muʿādh ibn Muslim auf eigenen Wunsch entlassen, und al-Musaiyab ibn Zuhair ad-Dabbī zum neuen Statthalter in Chorasan ernannt. Während seiner Amtszeit, die bis 782/3 andauerte, wurde al-Muqannaʿ besiegt. Das Oberkommando im Kampf gegen al-Muqannaʿ hatte dabei der Militärbefehlshaber Saʿīd al-Haraschī.
Er belagerte zunächst den Bruder al-Muqannaʿs in Nawākit und danach al-Muqannaʿ selbst. Dieser wurde von seinen Anhängern im Stich gelassen. Nur 2.000 Mann blieben bei ihm und verteidigten die Bergfestung in den Sanam-Bergen. Al-Muqannaʿ vergiftete in aussichtsloser Situation seine Frauen und sich selbst, seine letzten Anhänger wurden von der abbasidischen Armee massakriert. Nach seinem Tod versuchte man ihn angeblich auf einem Scheiterhaufen zu verbrennen, damit seine Leute nicht an ein Wiedererscheinen glauben. Das misslang aber und so wurde sein abgeschlagenes Haupt zum Kalifen nach Aleppo geschickt. Die meisten Quellen datieren den Tod von al-Muqannaʿ auf das Jahr 779/780. Allerdings werden auch spätere Daten (bis 785) genannt.

## Lehre
Al-Muqannaʿ lehrte laut Ibn Challikan, Ibn Athir, Ibn Chaldun u. a., dass sich der göttliche Geist zuerst in der Gestalt Adams offenbart und die Verehrung der Engel gefordert habe, dann in der Gestalt Noahs, dann in anderen Propheten: Abraham, Mose, Christus, Mohammed, Ali, Muhammad ibn al-Hanafīya und zuletzt Abu Muslim und danach in ihm selbst erschienen sei. Laut al-Bīrūnī verlangte er die Befolgung der Lehren des Mazdak (Gütergemeinschaft, Promiskuität). Nur zwei von elf Namen seiner Unterstützer waren muslimische Namen und seine Bewegung wird häufig als antiislamisch eingeschätzt.
Seine Bewegung hatte aber auch soziale Aspekte, denn ihr wird auch die Abschaffung von Eigentum zugeschrieben, für die Verfolgung der Landbesitzer und die Verteilung ihres Eigentums gibt es jedoch keine Hinweise. Al-Muqannaʿ erhielt nur wenig Unterstützung aus den Städten, stattdessen hauptsächlich von der Landbevölkerung und aus den Bergen.
Seine Sekte, die al-Mubayyida (Weißhemden) existierten noch bis ins 12. Jahrhundert.

## Rezeption
Er wurde in zwei persischen Gedichten verewigt, in denen er einen falschen Mond aus einem Brunnen in Nachschab beschwor, der Nacht für Nacht besucht wurde.
Thomas Moore schrieb 1817 das Gedicht Lalla Rookh, das ihn bei einem größeren Publikum populär machte.
Jorge Luis Borges schrieb über ihn eine Kurzgeschichte in Form einer fiktionalisierten Biographie, die sich im 1935 herausgegebenen Sammelband Universalgeschichte der Niedertracht befindet.

## Belege
1. ↑  Vgl. Crone 2012, 106.
2. ↑  Vgl. Crone 2012, 106.
3. ↑  Vgl. Crone 2012, 115.
4. ↑  Vgl. Crone 2012, 106–111, 115.
5. ↑  Vgl. Crone 2012, 111, 116.
6. ↑  Vgl. Crone 2012, 112, 142.
7. ↑  Vgl. Crone 2012, 113.
8. ↑  Vgl. Ibn Challikān 206.
9. ↑  Vgl. Crone 2012, 113; Madelung/Walker 74; Soucek 65.
10. ↑  Vgl. zu dem Thema die Schilderungen aus dem 10. Jahrhundert bei Madelung/Walker: An Ismaili heresiography. S. 76
11. ↑  Asimov, Bosworth u. a.: History of Civilizations of Central Asia. S. 50.

| Personendaten    | Personendaten                                                           |
| ---------------- | ----------------------------------------------------------------------- |
| NAME             | Muqannaʿ, al-                                                           |
| ALTERNATIVNAMEN  | Muqannaʿ, al-; Mubaiyida, al-                                           |
| KURZBESCHREIBUNG | Anführer eines antiarabischen und antiislamischen Aufstandes in Sogdien |
| GEBURTSDATUM     | vor 776                                                                 |
| STERBEDATUM      | nach 779                                                                |